# James Samuel Coleman
James Samuel Coleman (* 12. Mai 1926 in Bedford, Indiana; † 25. März 1995 in Chicago, Illinois) war ein US-amerikanischer Soziologe mit großem Einfluss auf die Theorie der Soziologie. Er war der 83. Präsident der American Sociological Association.

## Leben
James Coleman wurde als Sohn der beiden Lehrer James Fox und Maurine Coleman (geb. Lappin) geboren. Zunächst begann er 1947 ein naturwissenschaftliches Studium an der Purdue University, das er 1949 mit einem Bachelor in Verfahrenstechnik abschloss. Danach arbeitete er als Chemie-Ingenieur für die Eastman-Kodak-Company. Weil ihn die anwendungsorientierte Arbeit intellektuell nicht ausfüllte, entschloss er sich 1951 für ein Graduiertenstudium der Soziologie an der Columbia University in New York. Während seiner Promotionszeit wurde er stark von den dort lehrenden Sozialwissenschaftlern Robert K. Merton und Paul Felix Lazarsfeld beeinflusst. Insbesondere letzterer weckte sein Interesse an der quantitativen empirischen Sozialforschung und der mathematischen Modellierung gesellschaftlicher Vorgänge. 1955 beendete Coleman sein Graduiertenstudium als Ph.D. Sein Doktorvater war der Soziologe und Politikwissenschaftler Seymour Martin Lipset.
Nach einem Forschungsjahr am Center for Advanced Study in the Behavioral Sciences in Palo Alto war Coleman von 1956 bis 1959 Assistant Professor am Department of Sociology der Universität Chicago. Während er ab 1959 seine erste unbefristete Professur an der Johns Hopkins University in Baltimore hielt, beendete er zwei enorm einflussreiche Projekte: zum einen seine Monographie Introduction to Mathematical Sociology, ein Grundlagenwerk der Mathematischen Soziologie, zum anderen den späterhin so bezeichneten Coleman-Report, eines der größten sozialwissenschaftlichen Forschungsprojekte der Geschichte. Dieses damals kontrovers diskutierte Werk stellte eine umfassende, vom US Department of Education beauftragte Studie der Bildungsungleichheit in Amerika dar. 1966 wurde er in die American Academy of Arts and Sciences gewählt, 1970 in die American Philosophical Society und 1972 in die National Academy of Sciences. 1973 kehrte er als Professor an die University of Chicago zurück, wo er bis zu seinem Lebensende verblieb. Gemeinsam mit dem Ökonomen Gary Becker leitete James Coleman dort über zehn Jahre ein interdisziplinäres Forschungsseminar zur Theorie der rationalen Entscheidung. 1991 wurde er zum Präsidenten der American Sociological Association gewählt. Er verstarb am 25. März 1995 an Krebs.
James Coleman hat viele bekannte Soziologinnen und Soziologen wie Guillermina Jasso, Scott Feld, Seymour Spilerman, Aage B. Sørensen, Ronald S. Burt, Gudmund Hernes, oder Norman Braun ausgebildet und bei ihren Forschungen angeleitet.

## Werk und Wirkung
Er schuf Beiträge zur Handlungstheorie, wonach Systemübergänge von einer Makroebene zu einer Mikroebene und über die Mesoebene zurück zu einer Makrosicht zu analysieren sind. Dies ist der Fall, wenn komplexe soziale Systeme erklärt werden sollen.

### Einordnung seiner „Foundations of Social Theory“ in der Soziologie
Coleman ist in der Soziologie dem methodologischen Individualismus und den Vertretern der Theorie der rationalen Entscheidung zuzuordnen. Diese Denkschule steht derjenigen der Systemtheoretiker konträr gegenüber, die Vertreter des Methodologischen Kollektivismus sind.

### Theoretischer Ansatz
In seiner Erklärung der gesellschaftlichen Strukturen (Makrophänomene) setzt Coleman auf der Individualebene (Mikroebene) an. Das bedeutet, er erklärt die Gesellschaft durch das Verhalten ihrer Bestandteile, der Akteure. Colemans Handlungskonzeption basiert auf der Annahme, dass Akteure Ereignisse oder Ressourcen kontrollieren und Interessen in Bezug auf Ereignisse und Ressourcen haben. Ressourcen können dabei materielle oder immaterielle Güter (z. B. Konsumgüter, Aufmerksamkeit in sozialen Beziehungen) sein. Ereignisse werden etwa in Abstimmungsgremien oder politischen Wahlen kontrolliert (z. B. Wahlausgänge). Akteure versuchen, in sozialen Interaktionen ihre Kontrolle mit ihren Partnern derart zu tauschen, dass ihre Interessen besser verwirklicht werden. In politischen Abstimmungssituationen in Parlamenten geschieht dies etwa durch einen "Stimmentausch" (logrolling).
Diese Ideen hat Coleman in mathematische Modelle sozialer Tauschsysteme überführt, die Analysen von Märkten ähneln, die in der Mikroökonomik vorgenommen werden. Die von Coleman verwendete Mikrotheorie ist eine Variante der Annahmen, die in der neoklassischen Ökonomik üblich sind: Rationale Akteure realisieren ihre Präferenzen unter Restriktionen. Die Präferenzen richten sich in der Regel auf die Eigeninteressen. Altruismus, Fairness oder Neid und andere soziale Motive werden von Coleman zunächst aus Gründen der "Sparsamkeit" der Annahmen nicht berücksichtigt.
Dabei gibt es für ihn zwei Arten von Akteuren: Individuen (natürliche Personen) und korporative Akteure. Letztere sind kollektive soziale Gebilde: z. B. Familien, Schulen und Hochschulen, andere Typen von Organisationen wie etwa wirtschaftliche Unternehmungen, freiwillige Vereinigungen (Gewerkschaften und Interessengruppen), aber auch Staaten. Korporative Akteure lassen sich, so Coleman, unter geeigneten Bedingungen analytisch so behandeln, als ob sie eigenständig handelnde Akteure wären, die ihre Interessen verfolgen. Allerdings gibt es zwischen natürlichen Personen und korporativen Akteuren häufig eine Machtungleichheit zu Ungunsten der Individuen. Natürliche Personen neigen zu Willensschwäche, sind impulsiv und kurzsichtig, während korporative Akteure und ihre "Agenten" (z. B. Angestellte von Firmen) sich an standardisierte Regeln halten und in Beziehungen zu natürlichen Personen ihre Interessen durch vorgegebene Handlungsoptionen (wie vertragliche Klauseln oder Zahlungsbedingungen) längerfristig realisieren können.

### Das Modell des Makro-Mikro-Makro Schemas

Colemansche Badewanne

Zentraler Bestandteil seiner Theorie ist sein Modell des Makro-Mikro-Makro-Schemas. Dieses Modell soll die Wirkung von gesellschaftlichen Phänomenen (1 – Makroebene) auf das Verhalten der Akteure (2–3 – Mikroebene) und von dort aus wieder zurück auf die Gesellschaft (4 – Makro) erklären:
Ein Makrophänomen x1 (1) bedingt ein anderes Makrophänomen x2 (4), indem es zuerst auf die Akteure „wirkt“ und die Randbedingungen setzt, an denen diese ihre Handlungen ausrichten (2). Es kommt darauf zu den tatsächlichen Handlungen von Akteuren (3), die sich dann in der Summe wieder zu einem neuen Makrophänomen (4) zusammensetzen. [in James Coleman Grundlagen der Sozialtheorie. S. 10ff.; 1991 Oldenbourg Verlag]
Der erste Schritt von der Makroebene (1) zur Mikroebene (2) muss durch die Logik der Situation (a) plausibel gemacht werden. Die Handlungen der Akteure werden durch theoretische Entscheidungsregeln erklärt. Dieser Schritt wird mit Logik der Selektion (b) bezeichnet. Der Schluss von der Mikro- zurück zur Makroebene erfolgt im letzten Schritt. Bei der Logik der Aggregation (c) muss wieder mittels Regeln von den Handlungen der Akteure auf das Makrophänomen geschlossen werden.
Das Makro-Mikro-Makro-Schema wird zwar auch Coleman'sche Badewanne oder Boot genannt, hat aber viele Vorläufer und ist nicht auf ihn allein zurückzuführen.
Coleman zeigt die Anwendung der Logik beispielsweise anhand von Max Webers Protestantismus-These.

## Schriften (Auswahl)
Monographien
- mit Seymour Lipset und Martin Trow: Union Democracy: The Internal Politics of the International Typographical Union. Free Press, New York 1956.
- The Adolescent Society. Free Press, New York 1961.
- Introduction to Mathematical Sociology. Free Press, New York 1964.
- mit anderen: Equality of Educational Opportunity. US Government Printing Office, Washington, D.C. 1966 (auch bekannt als Coleman-Report).
- The Asymmetrical Society. Syracuse University Press, Syracuse, New York 1982.
  - deutsch: Die asymmetrische Gesellschaft : vom Aufwachsen mit unpersönlichen Systemen. Beltz, Weinheim 1986.
- Foundations of Social Theory. Belknap Press, Cambridge, Massachusetts 1990.
  - deutsch: Grundlagen der Sozialtheorie. Drei Bände. Oldenbourg Verlag, München 1991.

Zeitschriftenartikel
- mit Elihu Katz und Herbert Menzel: The Diffusion of an Innovation Among Physicians. In: Sociometry, Jg. 20 (1957), S. 253–270.
- Relational Analysis: The Study of Social Organization with Survey Method. In: Human Organization, Jg. 17 (1958), S. 28–36.
- Systems of Social Exchange. In: Journal of Mathematical Sociology, Jg. 2 (1972), S. 145–163.
- Social Theory, Social Research, and a Theory of Action. In: American Journal of Sociology, Jg. 91 (1986), S. 1309–1335.
- Social Capital in the Creation of Human Capital. In: American Journal of Sociology, Jg. 94 (1988) Supplement, S. S95-S120.
- Rational Organization. In: Rationality and Society, Jg. 2 (1990), S. 94–105.
- The Rational Reconstruction of Society. In: American Sociological Review, Jg. 58 (1993), S. 1–15.